# Дако, Вангюш
Вангюш Дако (алб. Vangjush Dako; род. 29 ноября 1966, Дуррес) — албанский политик, мэр Дурреса (2007—2019).

## Биография
Родился 29 ноября 1966 года в Дурресе, Албания. В 1991 году окончил строительный факультет средней школе, после чего некоторое время работал на водоканале. С 2001 года по 2005 год работал на ответственных должностях. Руководит бетонным заводом.
21 февраля 2007 года победил на выборах на пост мэра Дурреса от Социалистической партии Албании с результатом 49,92 %. На выборах мэра в 2015 году он обошёл кандидатку от демократов Гриду Думу. В 2019 году лишился должности.
Женат, двое детей. 30 июня 2019 года Госдепом США против Вангюша Дако и семьи в связи с коррупцией были введены санкции.